# Rosja na Mistrzostwach Europy w Lekkoatletyce 2010
Rosja na Mistrzostwach Europy w Lekkoatletyce 2010 – reprezentacja Rosji podczas zawodów wraz z zawodnikami rezerwowymi liczyła łącznie 121 zawodników, w tym: 69 kobiet oraz 52 mężczyzn.

## Występy reprezentantów Rosji
| - Bieg na 100 m - Michaił Idrisow - Bieg 4 × 100 m - Michaił Idrisow - Wiaczesław Kolesniczenko - Iwan Tiepłych - Anton Olifier - Roman Smirnow - Bieg na 400 m - Władimir Krasnow - Maksim Dyłdin - Pawieł Trienichin - Bieg 4 × 400 m - Władimir Krasnow - Maksim Dyłdin - Pawieł Trienichin - Aleksiej Aksionow - Bieg na 800 m - Jurij Kołdin - Bieg na 5000 m - Aleksandr Orłow - Jewgienij Rybakow - Bieg na 10 000 m - Pawieł Szapowałow | - Bieg 110 m przez płotki - Jewgienij Borisow - Konstantin Szabanow - Bieg 400 m przez płotki - Aleksandr Dieriewiagin - Bieg na 3000 m z przeszkodami - Andriej Farnosow - Ildar Minszyn - Skok wzwyż - Aleksandr Szustow - Iwan Uchow - Aleksiej Dmitrik - Skok o tyczce - Dmitrij Starodubcew - Leonid Kiwałow - Aleksandr Gripicz - Skok w dal - Pawieł Szalin - Dmitrij Płotnikow - Trójskok - Jewgienij Płotnir - Lukman Adams - Ilja Jefriemow | - Rzut oszczepem - Siergiej Makarow - Rzut dyskiem - Bogdan Piszczalnikow - Rzut młotem - Igor Winiczenko - Dziesięciobój - Aleksiej Drozdow - Aleksandr Pogoriełow - Wasilij Charłamow - Chód na 20 km - Walerij Borczin - Andrej Kriwow - Stanisław Jemieljanow - Chód na 50 km - Siergiej Kirdiapkin - Siergiej Bakulin - Jurij Andronow - Maraton - Jurij Abramow - Oleg Kulkow - Dmitrij Safronow - Aleksiej Sokołow |

| - Bieg na 100 m - Anna Gurowa - Juna Miechti-Zadie - Julija Kacura - Bieg 4 × 100 m - Anna Gurowa - Juna Miechti-Zadie - Julija Kacura - Aleksandra Fiedoriwa - Julija Guszczina - Julija Czermoszanska - Bieg na 200 m - Aleksandra Fiedoriwa - Julija Czermoszanska - Anastasija Kapaczinska - Bieg na 400 m - Ksienija Ustałowa - Tatjana Firowa - Antonina Kriwoszapka - Bieg 4 × 400 m - Ksienija Ustałowa - Tatjana Firowa - Antonina Kriwoszapka - Anastasija Kapaczinska - Natalja Nazarowa - Bieg na 800 m - Marija Sawinowa - Tatjana Andrianowa - Swietłana Kluka | - Bieg na 1500 m - Anna Alminowa - Natalia Jewdokimowa - Oksana Zbrożek - Bieg na 5000 m - Marija Konowałowa - Jelizawieta Greczisznikowa - Olga Gołowkina - Bieg na 10 000 m - Lilija Szobuchowa - Inga Abitowa - Jelena Sokołowa - Bieg 100 m przez płotki - Olga Samyłowa - Tatjana Diektiariowa - Bieg na 400 m przez płotki - Natalja Antiuch - Jewgienija Isakowa - Natalja Iwanowa - Bieg na 3000 m z przeszkodami - Julija Zarudniewa - Lubow Charłamowa - Ludmiła Kuźmina - Skok w dal - Ludmiła Kołczanowa - Tatjana Kotowa - Olga Kuczerienko - Trójskok - Nadieżda Alochina - Ałsu Murtazina - Natalja Kutiakowa | - Skok o tyczce - Swietłana Fieofanowa - Julija Gołubczikowa - Skok wzwyż - Swietłana Szkolina - Irina Gordiejewa - Rzut dyskiem - Natalja Sadowa - Swietłana Sajkina - Rzut młotem - Tatjana Łysienko - Rzut oszczepem - Marija Abakumowa - Pchnięcie kulą - Anna Awdiejewa - Olga Iwanowa - Siedmiobój - Tatjana Czernowa - Jana Pantielejewa - Marina Gonczarowa - Chód na 20 km - Anisia Kirdiapkina - Wiera Sokołowa - Olga Kaniskina - Maraton - Margarita Płaksina - Tatjana Puszkariowa - Silwija Skworcowa - Irina Timofiejewa - Naila Jułamanowa - Jewgienija Daniłowa |